# Burgwall Riewend

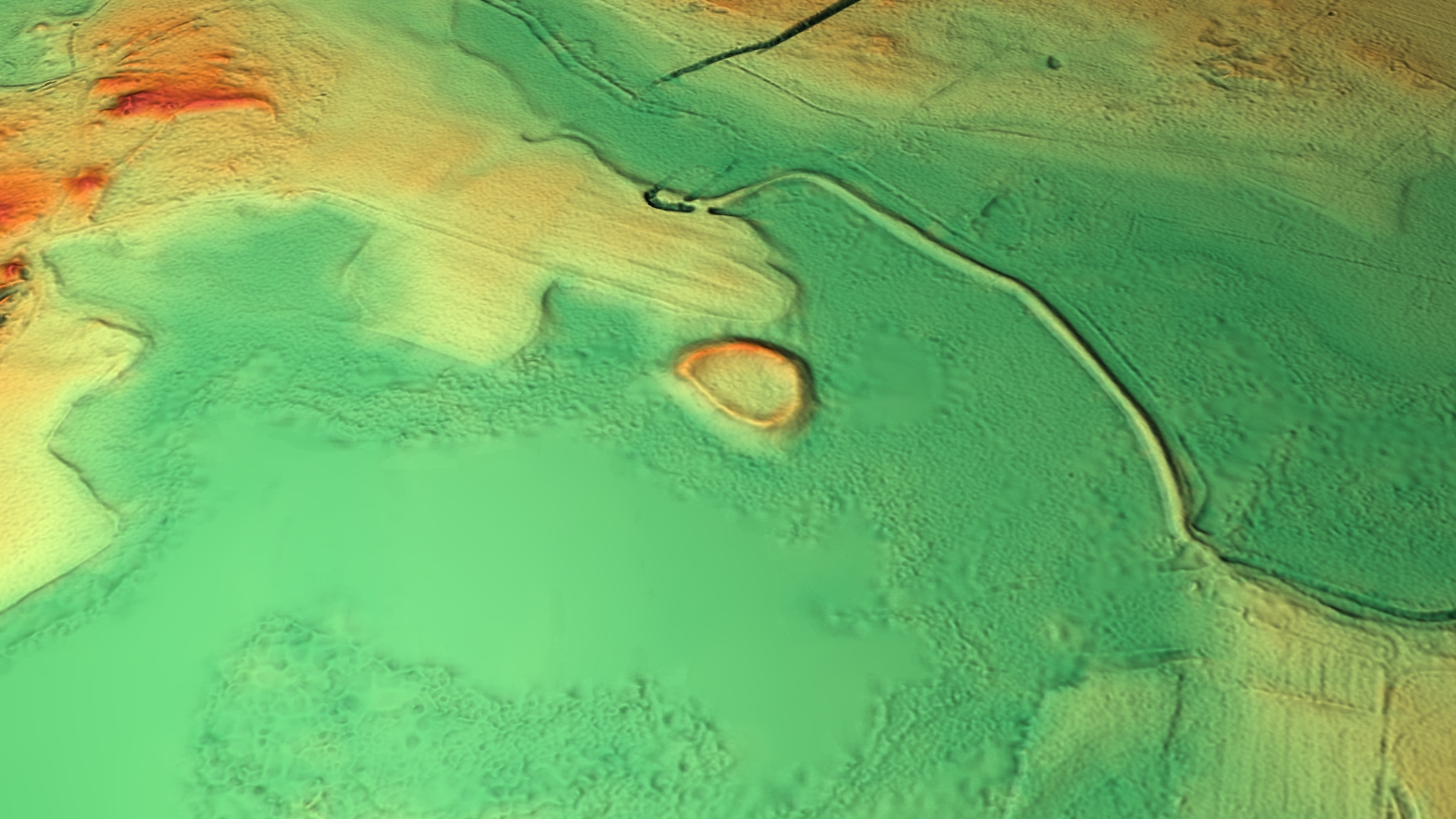
3D-Ansicht des digitalen Geländemodells

Bei dem Burgwall bei Riewend, einem Ortsteil der Gemeinde Päwesin im Landkreis Potsdam-Mittelmark, handelt es sich um den Burgstall einer slawischen Niederungsburg, einen slawischen Burgwall. Er ist als Bodendenkmal ausgewiesen.
Der Burgstall liegt am nördlichen moorigen Ende des Riewendsees und ist zweigliedrig. Es handelt sich um eine ovale Hauptburg von 65 bis 80 Meter Durchmesser, die von einem breiten Graben umgeben war. Die Höhe des Walles beträgt bis zu fünf Meter gegenüber den umliegenden Flächen. Der Innenraum der Hauptburg hat eine Fläche von 0,4 Hektar. Nordwestlich der Burg lag eine Vorburgsiedlung. Wie man erst im Jahr 1970 feststellte, besaß auch sie einen Abschnittsgraben als Befestigung. Die Sumpfburg bestand vom 8. bis ins 11. Jahrhundert und stellte den Wohnsitz eines Hevellerfürsten dar. Im näheren Umfeld der Burg konnte man bisher 21 Siedlungen aus der slawischen Zeitepoche nachweisen.